# Káto Rizospiliá
Káto Rizospiliá (grec moderne : Κάτω Ριζοσπηλιά) est une localité située dans le dème de Gortynie, dans le district régional d'Arcadie, dans la périphérie du Péloponnèse, en Grèce.
Selon le recensement de 2021, elle compte 26 habitants.